# PCGamesN
PCGamesN是一家英国线上电子游戏杂志，主要关注PC游戏和硬件。它拥有一支由十多名作者组成的全职团队，是出版集团Network N旗下历史最悠久的自有运营网站。
母公司Network N由James Binns（曾在未來出版社任职）于2012年5月创办。PCGamesN于次月出版。